# Schloss Zezenow
Schloss Zezenow (polnisch Palac Cecenowo) befindet sich im heute polnischen Cecenowo, am östlichen Rand des vormaligen Landkreises Stolp.

## Geschichte
Seit dem 13. Jahrhundert gehörte der Ort dem Kloster Zuckau. Im Jahr 1510 wurde der Ort von Ewald von Massow gekauft, dessen Familie von Massow bis 1777 Besitzer blieb. Über Moritz von Weiher gelangte Zezenow 1795, zusammen mit dem Gut Dargeröse, an Casper Wilhelm von Zitzewitz. Heinrich Christoph Ernst von Zitzewitz erwarb Prebendow dazu. Dessen Enkel wurde 1945 enteignet und 1946 aus seiner Heimat verwiesen.

## Baugeschichte
Das alte Herrenhaus, erbaut 1812 bis 1814, ist eingeschossig und mit einem hohen Mansarddach gedeckt. Der Bau wurde 1858 und 1868 durch Anbauten erweitert. Nach 1945 wurde das Gut zum Staatsgut, das Herrenhaus blieb jahrelang ungenutzt. Heute ist das Herrenhaus in Wohnungen, Kindergarten und Gemeinschaftsräume aufgeteilt. Der Park wurde zerstört.
Mit Stand Oktober 2022 ist das Herrenhaus unbewohnt und verfällt zusehends.

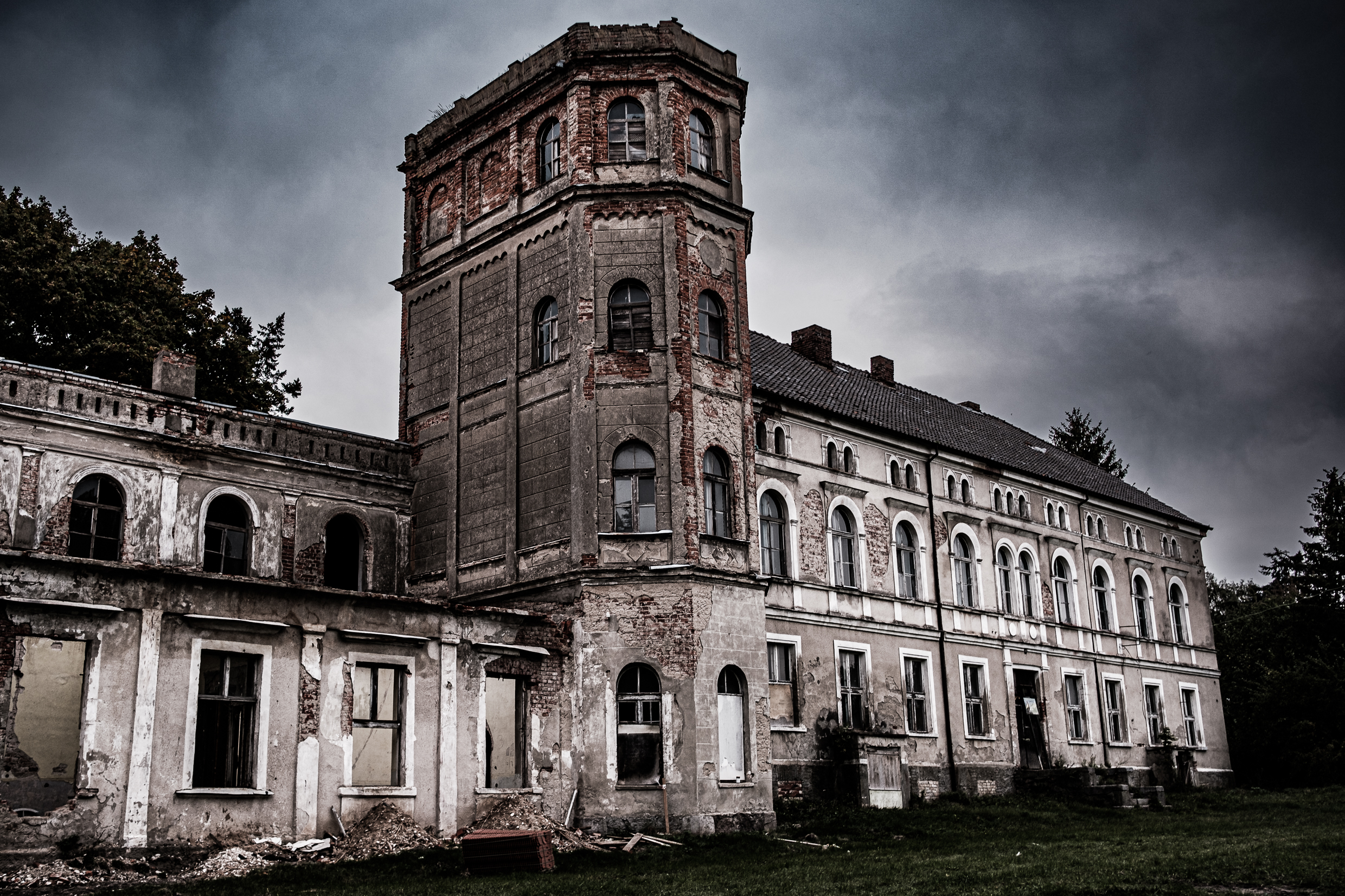